# Youssef Chahine
Youssef Chahine (født 26. januar 1926, død 27. juli 2008) var en egyptisk filminstruktør som af mange betragtes som den største arabiske filmskaber gennem tiderne. For vestlige biografgængere er han måske mest kendt for at have opdaget Omar Sharif. 
Chahine blev født i Alexandria af kristne forældre og studerede ved Victoria College i samme by. Han flyttede derefter til USA hvor han studerede skuespil ved Pasadena Playhouse i 2 år.

## Karriere
Tilbage i Egypten filmdebuterede han i 1950 med Baba Amin og lavede året efter Nile Boy. Han blev for sidstnævnte film inviteret til Filmfestivalen i Cannes i 1951. I 1973 lavede han den prisbelønnede og politiske film The Sparrow, som omhandlede Seksdageskrigen. Filmen blev også kontroversiel da han tilgrundegav de egyptiske myndigheders korruption som årsag til at Egypten tabte krigen. I 1978 lavede han den prisbelønnede dramafilm Alexandria... Why? (Iskanderija... lih?), som året efter indbragte ham Sølvbjørnen ved Filmfestivalen i Berlin. Denne film blev en af i alt fire selvbiografiske film som blev efterfulgt af An Egyptian Story (1982), Alexandria Again and Forever (1990) og Alexandria... New York (2004).
I 2002 lavede han en af segmenterne i dramafilmen 11. september. Denne filmantologi var produceret med terrorangrebet 11. september 2001 som bagtæppe og bestod af 11 instruktørers betragtninger om denne dato, blandt dem Chahine og Sean Penn. Filmen indbragte samme år de 11 instruktører UNESCO-prisen ved Filmfestivalen i Venedig. 
I 2007 lavede han sin sidste film, Heya Fawda, som var et romantisk krimidrama. Filmen blev nomineret til en Guldløve ved Filmfestivalen i Venedig.

## Priser

### Filmfestivalen i Cannes
I 1997 blev han hædret med Cannes-festivalens 50-årsjubilæums hæderspris for sine resultater. Han blev ved samme anledning nomineret til Den Gyldne Palme for sit arbejde med filmen Al Massir. I 1970 og 1985 blev han nomineret til Den Gyldne Palme for filmene The Earth (Al-Ard) og Adieu Bonaparte. Han blev i 1950'erne nomineret til "Grand Prize of the Festival" to gange for filmene Ibn el Nil og Siraa Fil-Wadi.

### Filmfestivalen i Berlin
I 1979 vandt han Sølvbjørnen og en "C.I.D.A.L.C. Diploma" ved Filmfestivalen i Berlin for filmen Iskanderija... lih?. Han blev for samme film nomineret til Guldbjørnen. I 1958 blev han nomineret til Guldbjørnen for Cairo Station (Bab el hadid).

### Andre priser og nominationer
I 2002 vandt han "UNESCO Award" (sammen med 10 andre instruktører) ved Filmfestivalen i Venedig for sit arbejde med antologifilmen 11. september. Han blev for samme film nomineret til en César Award ved franske César du cinéma. Han blev i 2007 nomineret til Guldløven ved Filmfestivalen i Venedig for Heya fawda.
I 1970 vandt han en pris (Tanit d'or) ved den tunesiske Carthage Film Festival for filmen Al-Ikhtiyar.
I 1997 vandt han en OCIC Award ved franske Amiens International Film Festival for Al Massir.

## Andet
I 1980 var Chahine medlem af juryen i Filmfestivalen i Venedig og i 1983 var han medlem af juryen ved Filmfestivalen i Cannes.
Han var også politisk engageret og gik ikke af vejen for at kritisere både USA, Egypten og den arabiske verden generelt. Hans politiske synspunkter kom særligt tilsyne i filmen The Sparrow fra 1973.

## Død
Chahine fik en hjerneblødning i juni under et ophold i Paris og faldt i koma. Ti dage senere blev han overført til et sygehus i Kairo hvor han efter nogle dages sygeleje døde, 82 år gammel.

## Filmografi
| (engelsk titel i parentes) - Heya Fawda (This Is Chaos) (2007) - Iskandariyah-New York (Alexandria-New York) (2004) - 11. september (11‘09“01 Eleven Minutes, Nine Seconds, One Image) (2002) - Sokoot Hansawwar (Silence, We're Rolling) (2001) - Al-Akhar (The Other) (1999) - Al-Massir (The Destiny) (1997) - Al-Mohagir (The Emigrant) (1994) - Iskandariyah Kaman wa Kaman (Alexandria Again and Again) (1989) - Al-Yawm al-Sadis (The Sixth Day) (1986) - Wadaan Bonabart (Adieu Bonaparte) (1985) - Hadduta Misriyah (An Egyptian Tale) (1982) - Iskandariyah... lih? (Alexandria... Why?) (1978) - Awdet el Ebn el Dal (Return of The Prodigal Son) (1976) - El Asfur (The Sparrow) (1973) - Salwa al Fatah al Saghira allaty Tokalem el Abkar (Salwa the Little Girl who Talks to Cows) (1972) - Al-Ekhtyiar (The Choice) (1970) - Al-Ard (The Land) (1969) - Al Nas wal Nil (Those People of the Nile) (1968) - Rimal min Thahab (Golden Sands) (1966) - Biyaa El Khawatem (The Ring Salesman) (1965) - Fagr Youm Gedeed (Dawn of a New Day) (1964) - Al Nasser Salah Ad-Din (The Victorious Saladin) (1963) - Rajul fe Haiaty (A Man in My Life) (1961) - Nidaa al Oushaak (A Lover's Call) (1960) - Bein Edeik (In Your Hands) (1960) - Hobb lel Abad (Love, Forever) også kjent som (Forever Yours) (1959) - Djamila Bouhired (Jamila, the Algerian) (1958) - Bab al-Hadid (Cairo Station eller Cairo Main Station) (1958) - Wadda'tu Hobbaka (Farewell to Your Love) (1957) - Enta Habiby (You're My Love) også kjent som (My One and Only Love) (1957) - Sira` fi el-Minaa (Dark Waters, Struggle in the Port) (1956) - Shaitan al Sahraa (The Desert Devil) (1954) - Sira` Fi al-Wadi (Struggle in the Valley) også kjent som (The Blazing Sun) (1954) - Nisaa bila Regal (Women without Men) (1953) - Saydat al Ketaar (Lady on the Train) (1953) - El Mohareg el Kebyr (The Great Clown) (1952) - Ibn al-Nil (Nile Boy) (1951) - Baba Amin (Papa Amin) (1950) | - 47 Ans Après (et segment af Chacun son cinéma...) (2007) - Kolaha Khatwa (It's Only a Step) (1998) - Intilak (Forward We Go) dokumentar (1973) - Eid al Mairun (The Feast of Mairun) (1967) - El Kahera Menawara be Ahlaha (Cairo as Told by Chahin) (dokumentar) (1991) |